# FM Bank
FM Bank S.A. – bank komercyjny z siedzibą w Warszawie, działający w latach 2009–2013, kiedy połączył się z Polskim Bankiem Przedsiębiorczości tworząc FM Bank PBP S.A.

## Historia
Założony w 2009, w tym samym roku uzyskał zgodę Komisji Nadzoru Finansowego na rozpoczęcie działalności oraz objęcie stanowiska prezesa zarządu przez Henryka Pietraszkiewicza. Akcjonariuszami banku byli Abris Capital Partners, Międzynarodowa Korporacja Finansowa oraz Piotr Stępniak (były wiceprezes Lukas Bank oraz prezes Getin Holding). Działalność banku skoncentrowana była na obsłudzę małych i średnich przedsiębiorstw oraz klientów indywidualnych.
W 2013 został przejęty przez Polski Bank Przedsiębiorczości, który posiadał tego samego właściciela, Abris Capital Management. Nowy bank zmienił nazwę na FM Bank PBP. W momencie fuzji bank obsługiwał 35 000 klientów i posiadał 55 placówek na terenie całej Polski.